# Primula optata
Primula optata är en viveväxtart som beskrevs av Farrer. Primula optata ingår i släktet vivor, och familjen viveväxter. Inga underarter finns listade i Catalogue of Life. Växten kommer ursprungligen från Kina.